# Eric de Vroedt
Eric de Vroedt (Rotterdam, 1972) is een Nederlands regisseur, schrijver en acteur.

## Biografie
Eric de Vroedt studeerde in 1996 af aan de Toneelschool Arnhem. In 1996 was hij een van de oprichters van toneelgezelschap Monk. Bij toneelgezelschap Monk ontdekte De Vroedt dat schrijven en regisseren hem meer bevielen dan spelen. In 2003 verliet hij toneelgezelschap Monk om in 2004 te beginnen aan het mightysociety-project. Vanaf 2007 viel dit project onder de vleugels van Toneelgroep Amsterdam en maakte De Vroedt deel uit van TA-2, een initiatief van Toneelgroep Amsterdam en Toneelschuur Haarlem. Sinds 2008 maakte De Vroedt repertoire voorstellingen bij Toneelgroep Amsterdam (Streetcar Named Desire van Tennessee Williams in 2008, Glengarry Glen Ross van David Mamet in 2009, Na de zondeval van Arthur Miller in 2012, De Entertainer van John Osborne in 2014 en Koningin Lear van Tom Lanoye, naar Shakespeare in 2015).
In 2016 trad de Vroedt als regisseur en artistiek leider toe tot het Nationale Toneel en in 2018 is hij hiervan artistiek directeur geworden. De Vroedt gaf het een nieuw elan en veranderde ook de naam van het gezelschap in Het Nationale Theater. Zijn voorstellingen kenmerken zich door een scherp maatschappelijk engagement en een opgeschroefde, gestileerde speelstijl afgewisseld met momenten van emotionele introspectie.
In 2017 en 2018 maakte hij o.a. de voor het Theaterfestival genomineerde voorstellingen Race (Romana Vrede won hiervoor de Louis d’Or) en het met de Toneelschrijfprijs bekroonde The Nation. Andere projecten bij HNT: De hereniging van de twee Korea’s (2018), We zijn hier voor Robbie (2018), De wereld volgens John (2019) en The Children (2019). In 2021 ging De eeuw van mijn moeder in première, een familieverhaal over de migratie van Nederlands-Indië naar Nederland. Een voorstelling die De Vroedt schreef over zijn eigen moeder, een persoonlijk en episch verhaal dat een prisma blijkt te zijn voor grote historische omwentelingen.
In Duitsland is De Vroedt vaste gastregisseur bij Schauspielhaus Bochum. Voor de grote zaal regisseerde hij aldaar Freitag van Hugo Claus en Leas Hochzeit (Leedvermaak) van Judith Herzberg. Bij Theater Dortmund maakte hij Die Restposten (mightysociety4).
De Vroedt heeft Indische wortels. De schrijfster Beb Vuyk was een oudtante van hem.

## Mightysociety-project
In 2004 startte De Vroedt het mightysociety-project, een reeks van tien voorstellingen die de Vroedt zelf schreef en regisseerde, met een uitgebreid randprogramma met o.a. interviews en debat. De voorstellingen behandelden actuele kwesties, van de oorlog in Afghanistan tot vergrijzing, van globalisering tot Geert Wilders.
Aansluitend aan mightysociety10 kwamen alle voorstellingen nog eenmaal voorbij in de mightyfinalremix: een installatie van video, soundbytes en zang. Eric de Vroedt won voor het project mightysociety o.a. de Amsterdamprijs 2012 en de Prijs van de Kritiek 2012.

## Voorstellingen
- Go, baby go! (2002)
- Couleur Locale (2003)
- pendant la nuit (2004)
- mightysociety1 Hoe ook ik leerde te houden van het nieuwste politieke wonderkind (2004)
- Lange Dagreis naar de Nacht (2005)
- mightysociety2 Hoe ook ik ineens verzeild raakte in ‘The War on Terror’ (2005)
- mightysociety3 Hoe ook ik de laatste seconden van een zelfmoordterrorist beleefde (2006)
- Bruiloft! (2006)
- mightysociety4 Hoe ik het geluk zocht in de Global Age (2007)
- De Sjoerd Vollebregt Show (2007)
- mightysociety5 Hoe ook ik verlangde naar een nieuwe utopie (2008)
- A Streetcar Named Desire (TA-2, 2008)
- mightysociety6 Hoe ook ik de oorlog mee naar huis nam (2009)
- Glengarry Glen Ross (TA-2, 2009 , herneming grote zaal 2011)
- mightysociety7 Hoe ook ik vergrijsde maar me jonger voelde dan ooit (2010)
- mightysociety8 Geert Wilders de musical (2010)
- mightysociety9 Liefde in tijden van gifaffaires (2011)
- Na de Zondeval (TA, 2012)
- Ik wil mijn geld terug (Veenfabriek, 2012)
- mightysociety10 Hoe ook ik de liefde vond in Azië (2012)
- Die Restposten (Theater Dortmund, 2013)
- Freitag (Schauspielhaus Bochum, 2014)
- De Entertainer (TA, 2014)
- Koningin Lear (TA, 2015)
- Leas Hochzeit (Schauspielhaus Bochum, 2015)
- RACE (Het Nationaal Toneel, 2016), toneelstuk van David Mamet
- The Nation (Het Nationaal Theater, 2017), tekst en regie (bekroond met de Toneelschrijfprijs 2018)
- De hereniging van de twee Korea's (Het Nationaal Theater, 2018), toneelstuk van Joel Pommerat
- We zijn hier voor Robbie (2018)
- De wereld volgens John (2019)
- The Children (2019)
- De eeuw van mijn moeder (2021)